# كريستوفر رووي
كريستوفر رووي (بالإنجليزية: Christopher James Rowe)‏ هو باحث في تاريخ العصور الكلاسيكية بريطاني، ولد في 1944.